# Cerceda
Cerceda és un municipi de la província de la Corunya a Galícia. Pertany a la comarca d'Ordes, a mig camí entre La Corunya i Santiago de Compostel·la.
| 4.803 | 5.949 | 7.418 | 7.201 | 5.499 |
| Fonts: INE i IGE (Els criteris de registre censal variaren i les dades de l'INE i de l'IGE poden no coincidir.) |       |       |       |       |

## Parròquies
- Cerceda (San Martiño)
- As Encrobas (San Román)
- Meirama (Santo André)
- Queixas (Santa María)
- Rodís (San Martiño)
- Xesteda (Santa Comba)

## Esport
L'equip més destacat del municipi és el Clube Patín Cerceda d'hoquei patins, que juga a la màxima categoria, l'OK Lliga. L'equip de futbol, el Centro Cultural e Deportivo Cerceda, juga a la Segona divisió B.